# László Vágner
Pour les articles homonymes, voir Vagner.
László Vágner, né le 24 décembre 1955 à Gávavencsellő, est un ancien arbitre hongrois de football. Il débuta en 1989, fut arbitre international de 1991 à 1998.

## Carrière
Il a officié dans une compétition majeure : 
- Coupe du monde de football de 1998 (2 matchs)